# جائزة دينين الكبرى 2012
جائزة دينين الكبرى 2012 (بالإنجليزية: 2012 Grand Prix de Denain) هو سباق دراجات هوائية، وهو الموسم رقم 54 من السباق، وأقيم في 12 أبريل 2012، وامتدّ لمسافة 199.1 كيلومتر، وهو أحد سباقات طواف أوروبا للدراجات 2012، وهو من نوع سباق يوم واحد، وهو من نوع سباق الدراجات.
فاز فيه بالمركز الأول خوان خوسيه هايدو، وبالمركز الثاني أليكس راسموسن، وبالمركز الثالث أندريا جوارديني.

## التصنيف العام النهائي
| \| التصنيف العام \| التصنيف العام \| التصنيف العام \| التصنيف العام \| التصنيف العام \| \| العداء \| العداء \| الفريق \| الوقت \| \| \| ------------- \| ---------------- \| --------------------------------------- \| ------------- \| ------------- \| \| 1 \| خوان خوسيه هايدو \| Saxo Bank \| \| \| \| 2 \| أليكس راسموسن \| Garmin-Barracuda \| \| \| \| 3 \| أندريا جوارديني \| ويلير تريستينا-سيل إيطاليا [الإنجليزية]‏ \| \| \| |                  |                             |       |  |
| |                  |                             |       |  |
| مصدر: ProCyclingStats |                  |                             |       |  |
| التصنيف العام |                  |                             |       |  |
| العداء | العداء           | الفريق                      | الوقت |  |
| 1 | خوان خوسيه هايدو | Saxo Bank                   |       |  |
| 2 | أليكس راسموسن    | Garmin-Barracuda            |       |  |
| 3 | أندريا جوارديني  | ويلير تريستينا-سيل إيطاليا ‏ |       |  |

## وصلات خارجية
- لمحة عن سباق جائزة دينين الكبرى 2012 على موقع  ProCyclingStats   (برو  سايكلنج  ستاتس) - إحصاءات  محترفي  الدراجات.

- جائزة دينين الكبرى 2012 على موقع إحصائيات الدراجات الإحترافية (الإنجليزية)